# Oscarville (Alaska)
Oscarville ist ein Ort und ein census-designated place (CDP) in der Bethel Census Area in Alaska. Das U.S. Census Bureau hatte bei der Volkszählung 2020 eine Einwohnerzahl von 70 ermittelt. Das Eskimo-Dorf liegt im Yupik-Sprachenraum.

## Geographie
Oscarville befindet sich am rechten Flussufer des Kuskokwim River im Südwesten von Alaska, 7 km südlich vom Verwaltungszentrum Bethel. Am gegenüberliegenden Flussufer befindet sich Napaskiak.

## Geschichte
Die Gemeinde wurde 1908 gegründet, als Oscar Samuelson mit seiner Frau von Napaskiak auf das gegenüberliegende Flussufer übersiedelte und einen Handelsposten eröffnete. Einige weitere indigene Familien kamen hinzu und der Ort wurde als „Oscarville“ bekannt. Das Dorf erschien erstmals im U.S. Census 1940 mit einer Einwohnerzahl von 11. Eine Schule wurde 1964 eingerichtet. Der Laden, den die Samuelsons jahrelang betrieben, existierte bis Anfang der 1980er Jahre. Seit 1980 ist Oscarville ein census-designated place. Heute lebt die Gemeinde von Subsistenzwirtschaft sowie kommerziellem Fischfang. Während dem Sommer nutzen die Bewohner ein Skiff, um Post in Napaskiak abzuholen oder in Bethel einzukaufen. Im Winter, wenn der Kuskokwim River zugefroren ist, kommen Schneemobile und ATVs zum Einsatz. Laut Studien befindet sich Oscarville in einem für Überschwemmungen anfälligen Gebiet.

## Demografie
Zum Zeitpunkt der Volkszählung im Jahre 2020 (U.S. Census 2020) hatte Oscarville 70 Einwohner auf einer Landfläche von 6,74 km². Von den Einwohnern waren einer weiß sowie 67 amerikanisch-indianischer Abstammung.
Beim Zensus im Jahr 2000 wurden 61 Einwohner gezählt, 2010 waren es 70.